# Кухня Намібії

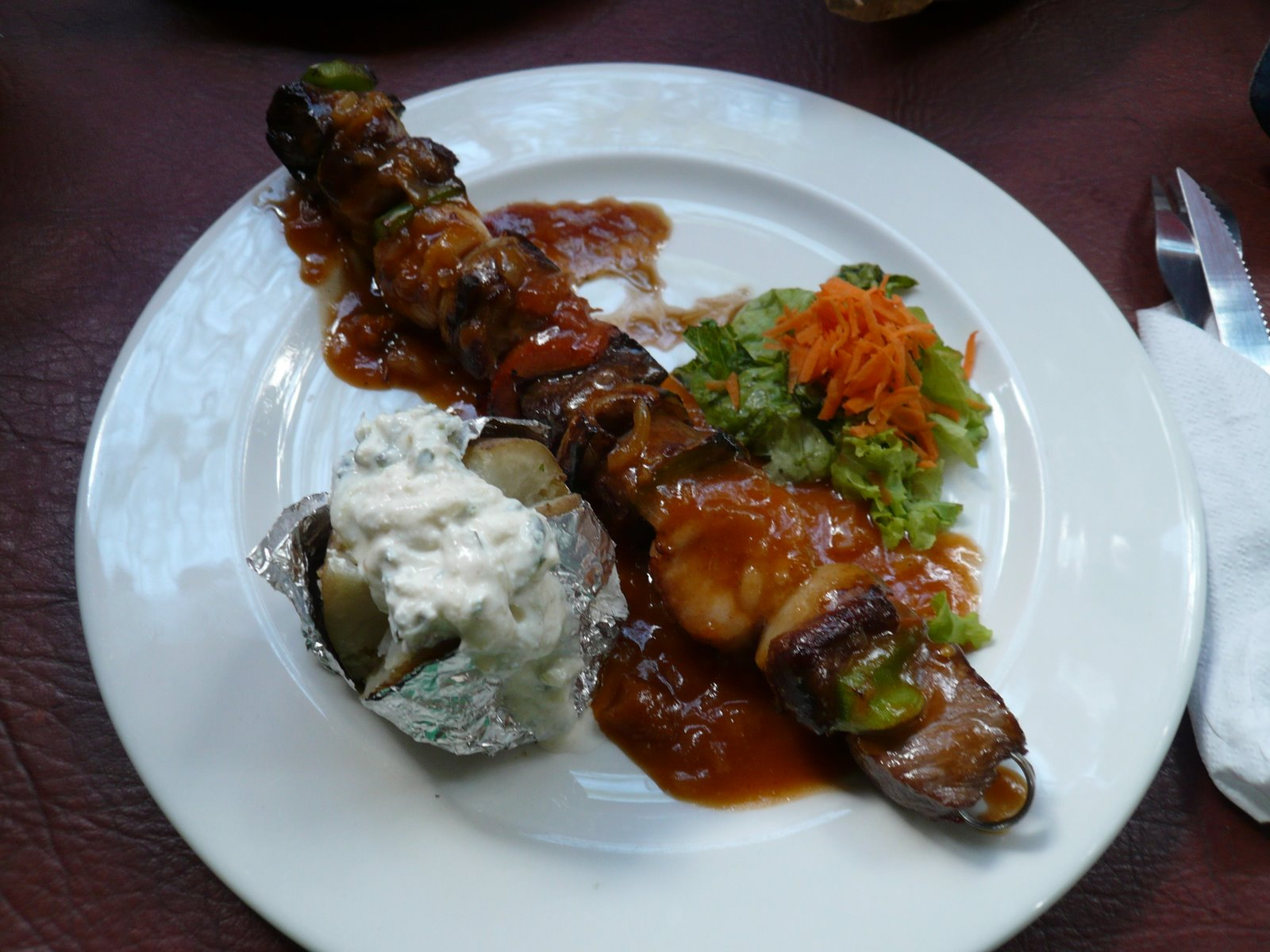
М'ясо крокодила, куду та орикса, приготоване на грилі

Намібійська кухня — національна кухня африканської держави Намібія. Є сумішшю двох типів кулінарії:
- Кухня корінних народів Намібії (хімба, гереро, бушмени)
- Кухня поселенців, передана під час колонізації Африки німцями, африканерами та британцями

## Кухня корінних народів

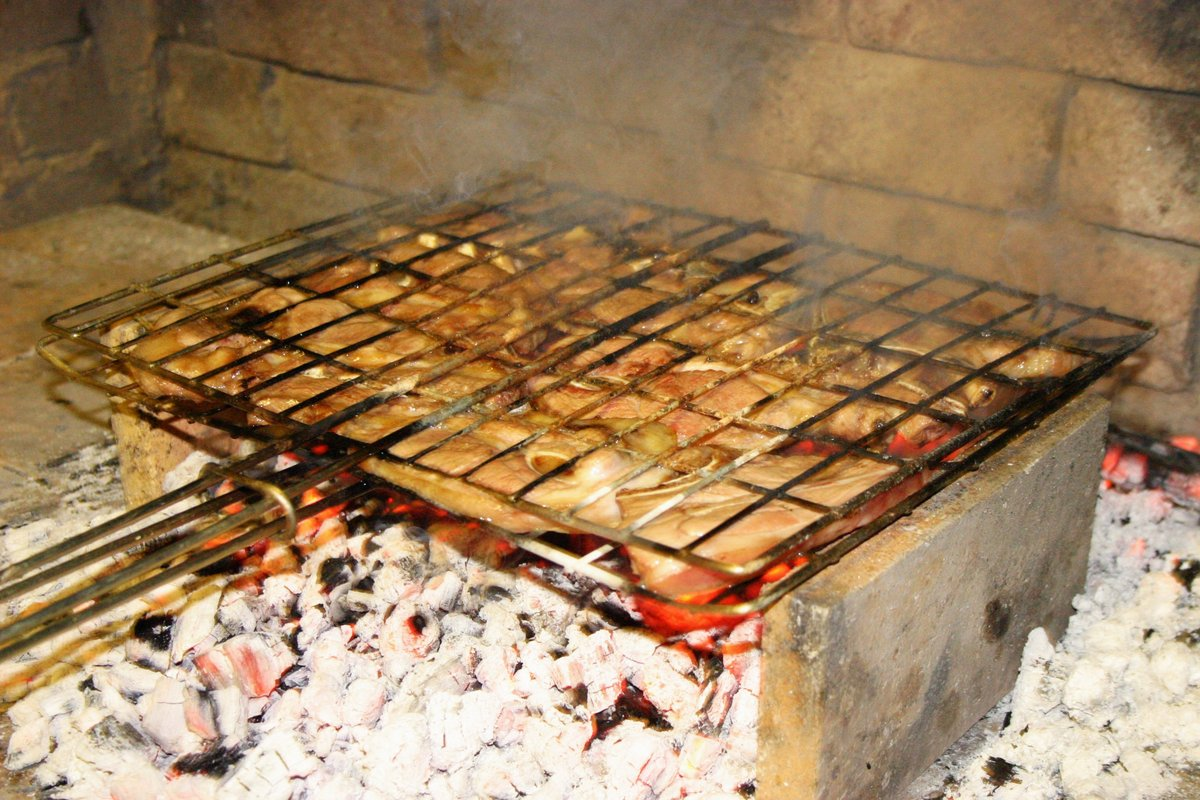
Баранина на грилі

У доколоніальний період африканська кухня характеризувалася різноманітністю фруктів, горіхів, цибулин та інших плодів, що збираються з рослин, та полюванням на дичину. Одомашнення койсанськими народами великої рогатої худоби дало можливість використання молочних продуктів та м'яса.

## Кухня поселенців
У 19 столітті в Намібію переселилися багато німецьких колоністів, які сильно вплинули на намібійську кухню. Прикладом цього є віденський шніцель.

### Пивоваріння
Німецька традиція пивоваріння продовжилася в Німецькій Південно-Західній Африці, тому в Намібії для вживання та експорту виробляються такі сорти пива, як Hans і Windhoek.